# Acer obtusifolium
Acer obtusifolium — вид квіткових рослин із роду клен (Acer).

## Морфологічна характеристика
Acer obtusifolium росте як кущ, з часом створюючи невеликі дерева в районах із типовим середземноморським кліматом.

## Поширення й екологія
Ареал: Туреччина, Кіпр, Ліван, Сирія, Палестина; вимер на о. Крит. Росте на схилах гір.

## Використання
Acer obtusifolium рідко зустрічається в культурі. На Кіпрі його, можливо, використовують як деревину, а в Лівані цей вид використовують для виробництва деревного вугілля..

## Галерея

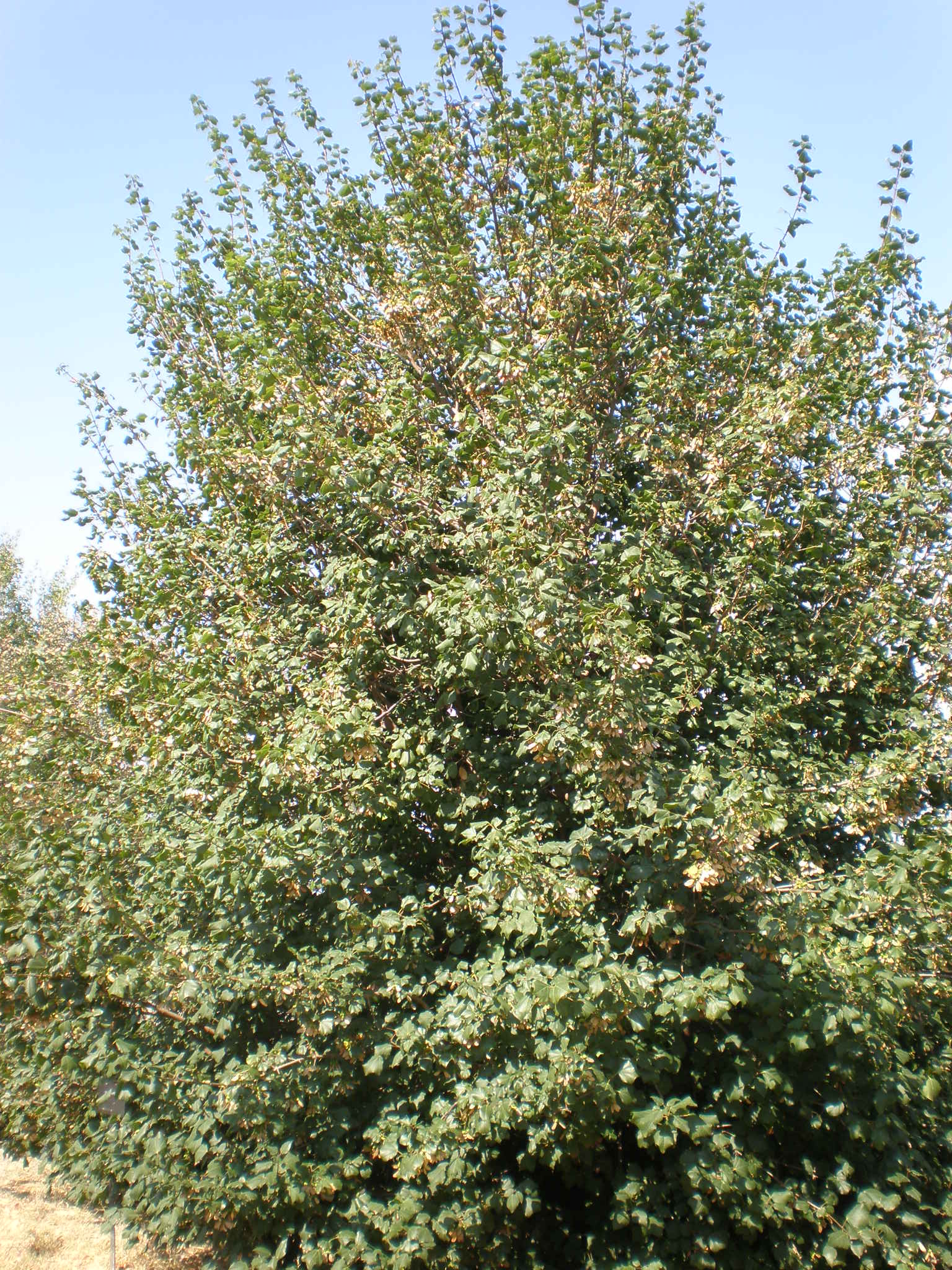
Кущ
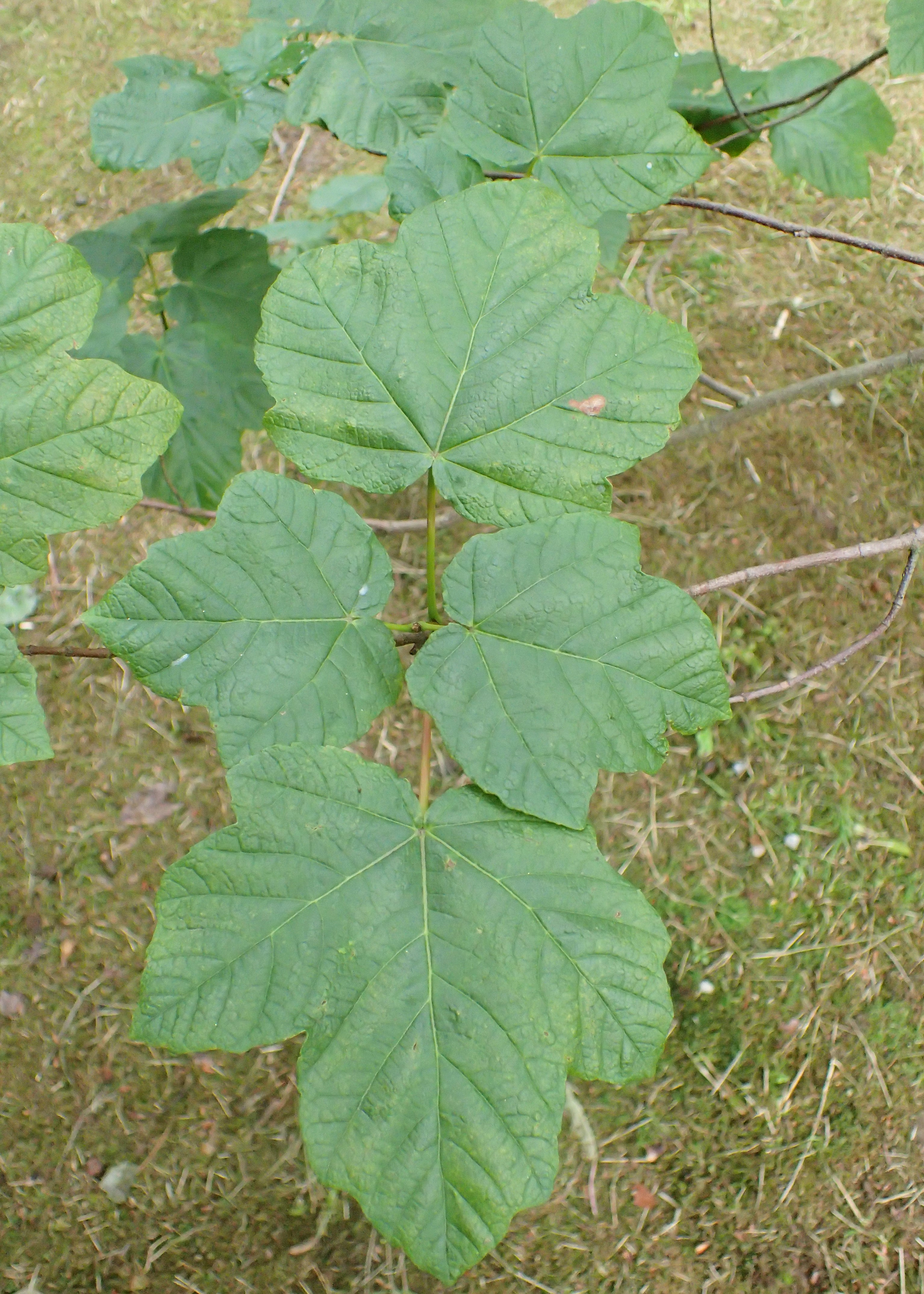
Листки